# Glazunovskij rajon
Il Glazunovskij rajon (in russo Глазуновский район?) è un rajon dell'Oblast' di Orël, nella Russia europea; il capoluogo è Glazunovka.